# Campeonato Esloveno de Futebol de 2009-10
O Campeonato Esloveno de Futebol de 2009-10, oficialmente em Língua eslovena e por questões de patrocínio "Telekom Slovenije Liga 09/10", (organizado pela Associação de Futebol da Eslovênia) foi a 19º edição do campeonato do futebol de Eslovênia. Os clubes jogavam em turno e returno - duas vezes. O campeão se classificava para a Liga dos Campeões da UEFA de 2010–11 e o vice e o terceiro se classificavam para a Liga Europa da UEFA de 2010–11. O último colocado era rebaixado para o Campeonato Esloveno de Futebol de 2010-11 - Segunda Divisão. O penúltimo jogava playoffs com o vice campeão do ascenso.

## Participantes
| Equipe      | Cidade      | Região            | No ano anterior                                                                                     | Estádio                        | Capacidade | Títulos                                                                       | Participações |
| ----------- | ----------- | ----------------- | --------------------------------------------------------------------------------------------------- | ------------------------------ | ---------- | ----------------------------------------------------------------------------- | ------------- |
| Celje       | Celje       | Savinjska         | Quarto Lugar                                                                                        | Estádio Z'dežele               | 13.059     | 0 (não possui)                                                                | 19            |
| Gorica      | Nova Gorica | Goriška           | Vice Campeão                                                                                        | Parque Desportivo Gorica       | 3.066      | 4 (1995-96, 2003-04, 2004-05, 2005-06)                                        | 19            |
| Maribor     | Maribor     | Podravska         | Campeão                                                                                             | Estádio Ljudski vrt            | 12.435     | 8 (1996-97, 1997-98, 1998-99, 1999-2000, 2000-01, 2001-02, 2002-03, 2008-09)) | 18            |
| Koper       | Koper       | Litoral-Kras      | Oitavo Lugar                                                                                        | Estádio Bonifika               | 4.047      | 0 (não possui)                                                                | 16            |
| Domžale     | Domžale     | Eslovénia Central | Quinto Lugar                                                                                        | Parque Desportivo Domžale      | 3.212      | 2 (2006-07, 2007-08)                                                          | 11            |
| Drava       | Ptuj        | Podravska         | Ganhador dos playoffs contra clube pelo Campeonato Esloveno de Futebol de 2008-09 - Segunda Divisão | Estádio Municipal de Ptuj      | 1.592      | 0 (não possui)                                                                | 7             |
| Nafta       | Lendava     | Pomurska          | Sétimo Lugar                                                                                        | Parque Desportivo Lendava      | 2.000      | 0 (não possui)                                                                | 7             |
| Interblock  | Liubliana   | Eslovénia Central | Sexto Lugar                                                                                         | Parque Desportivo de Liubliana | 3.986      | 0 (não possui)                                                                | 4             |
| Rudar       | Velenje     | Savinjska         | Terceiro Lugar                                                                                      | Estádio Municipal Ob Jezeru    | 1.400      | 0 (não possui)                                                                | 15            |
| NK Olimpija | Liubliana   | Eslovénia Central | Acesso pelo Campeonato Esloveno de Futebol de 2008-09 - Segunda Divisão                             | Parque Desportivo Stožice      | 16.038     | 0 (não possui)                                                                | 1             |

## Campeão
| Campeão Esloveno 2009-10          |
| --------------------------------- |
| Koper (Koper) (1º título) Campeão |